# Шуньчан
Шуньча́н (кит. упр. 顺昌, пиньинь Shùnchāng) — уезд городского округа Наньпин провинции Фуцзянь (КНР).

## История
Уезд был образован в эпоху Пяти династий и десяти царств в 933 году, когда эти земли находились в составе государства Поздняя Тан.
После образования КНР в 1949 году был создан Специальный район Наньпин (南平专区), и уезд вошёл в его состав. В 1971 году Специальный район Наньпин был переименован в Округ Цзяньян (建阳地区). Постановлением Госсовета КНР от 24 октября 1988 года власти округа были переведены из уезда Цзяньян в городской уезд Наньпин, и Округ Цзяньян был переименован в Округ Наньпин (南平地区).
Постановлением Госсовета КНР от сентября 1994 года округ Наньпин был преобразован в городской округ.

## Административное деление
Уезд делится на 1 уличный комитет, 8 посёлков и 3 волости.